# Whom the Gods Would Destroy (film 1915)
Whom the Gods Would Destroy è un cortometraggio muto del 1915 diretto da Joseph W. Smiley. Prodotto dalla Lubin e distribuito dalla General Film Company, era interpretato Joseph W. Smiley, George Soule Spencer, Francis Joyner, Ruth Bryan Lilie Leslie, William A. Cohill, John Smiley, Percy Winter, Rosetta Brice.

## Trama
Trama di Moving Picture World synopsis in (EN)  su IMDb

## Produzione
Il film fu prodotto dalla Lubin Manufacturing Company.

## Distribuzione
Distribuito dalla General Film Company, il film - un cortometraggio in tre bobine - uscì nelle sale statunitensi l'8 luglio 1915.